# Lyonetia hygrophilella
Lyonetia hygrophilella is een vlinder uit de familie van de Lyonetiidae. Deze soort is voor het eerst wetenschappelijk beschreven als Chrysoclista hygrophilella door Pierre Viette in een publicatie uit 1957.
De soort komt voor in Réunion.